# Garlate
Garlate est une commune italienne de la province de Lecco, dans la région Lombardie.

## Administration
| Période                                  | Période  | Identité    | Étiquette | Qualité |
| ---------------------------------------- | -------- | ----------- | --------- | ------- |
| 30 mai 2006                              | En cours | Maria Tammi |           |         |
| Les données manquantes sont à compléter. |          |             |           |         |

### Évolution démographique
Habitants recensés

### Communes limitrophes
Galbiate, Lecco, Olginate, Pescate, Vercurago.